# Avenue du Cimetière de Bruxelles

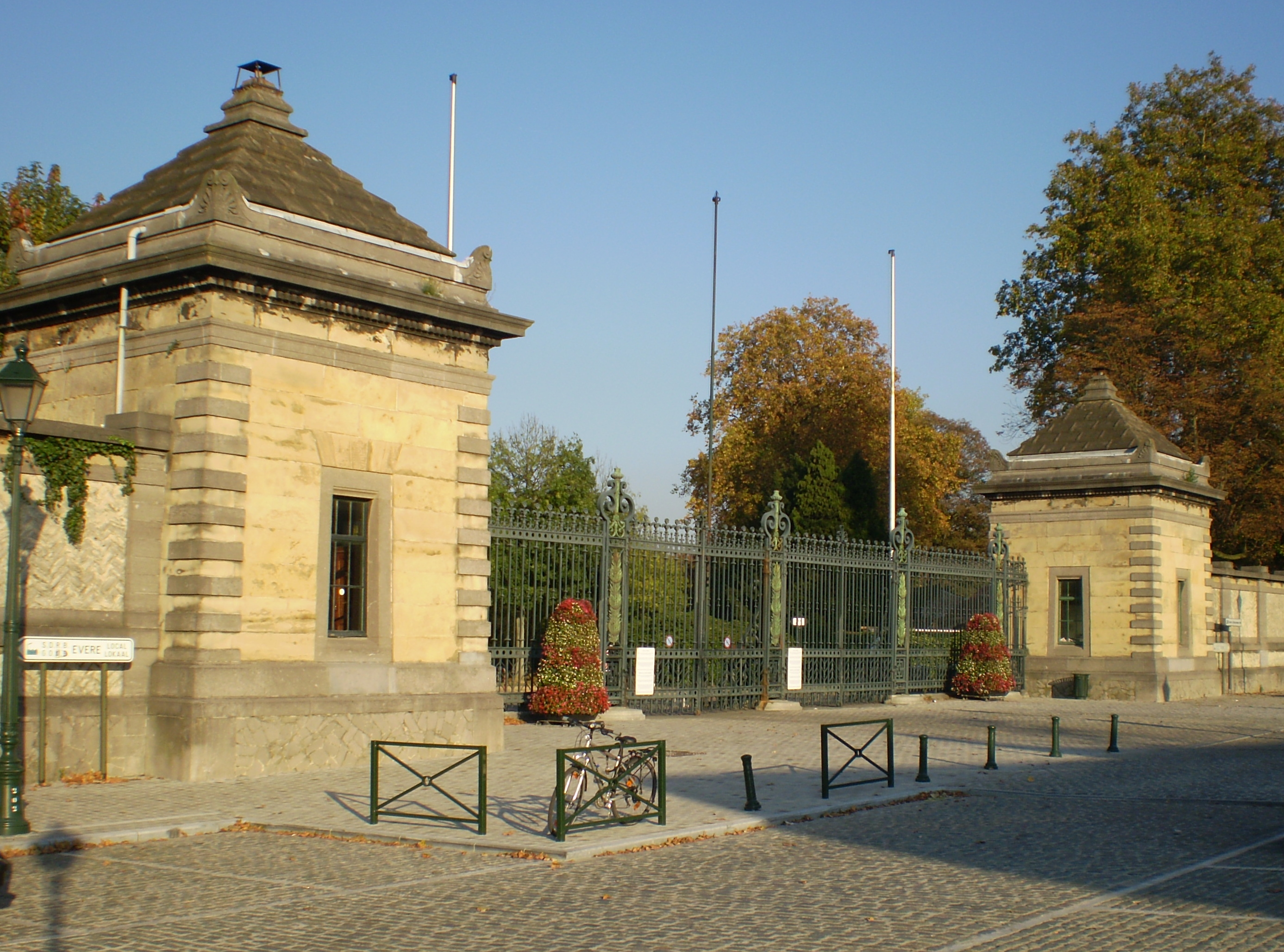
L'entrée du cimetière de Bruxelles

 (août 2025).
Si vous disposez d'ouvrages ou d'articles de référence ou si vous connaissez des sites web de qualité traitant du thème abordé ici, merci de compléter l'article en donnant les références utiles à sa vérifiabilité et en les liant à la section « Notes et références ».
Pour les articles homonymes, voir Avenue du Cimetière (homonymie).
L'avenue du Cimetière de Bruxelles (en néerlandais : Kerkhof van Brussellaan) est une avenue bruxelloise de la commune d'Evere dont le tenant est la place Jean De Paduwa et son aboutissant l'entrée du cimetière de Bruxelles.
L'avenue fut construite, en même temps que le cimetière, entre 1874 et 1877. Chaque vendredi, s'y déroule un marché proposant des produits du terroir et de l'artisanat.

## Adresses notables
- no 52 : Antenne de police Haut Evere
- Cimetière de Bruxelles